# Гешев, Георгий
Георгий Христов Гешев (болг. Георги Христов Гешев, 8 октября 1903, София — 15 июля 1937, там же) — болгарский шахматист, мастер, четырехкратный чемпион Болгарии (1933, 1934, 1935, 1936 гг.). Участник неофициальной шахматной олимпиады 1936 г. в составе сборной Болгарии.
Родился в многодетной семье. Отец — Христо Гешев, нотариус. Старший брат — Никола Гешев, начальник отделения "А" Общественной безопасности в период с 1941 по 1944 гг.
В 1974 г. сестра шахматиста передала его дом Болгарской федерации шахмат.

## Спортивные результаты
| Год  | Город  | Соревнование                                                    | +  | −  | = | Результат | Место |
| ---- | ------ | --------------------------------------------------------------- | -- | -- | - | --------- | ----- |
| 1933 | Варна  | Чемпионат Болгарии                                              | 5  | 0  | 2 | 6 из 7    | 1—2   |
|      | Варна  | Дополнительный матч с Ю. Тошевым                                |    |    |   | 4½ : 3½   |       |
| 1934 | София  | Чемпионат Болгарии                                              | 7  | 0  | 2 | 8 из 9    | 1     |
| 1935 | Русе   | Чемпионат Болгарии                                              | 8  | 0  | 1 | 8½ из 9   | 1     |
| 1936 | София  | Чемпионат Болгарии                                              | 10 | 1  | 1 | 10½ из 12 | 1     |
|      | Мюнхен | Неофициальная шахматная олимпиада (сборная Болгарии, 1-я доска) | 3  | 13 | 4 | 5 из 20   |       |